# Circe Invidiosa
Circe Invidiosa es una pintura de John William Waterhouse completada en 1892. Es la segunda representación del pintor del personaje mitológico clásico Circe, después de Circe ofreciendo la copa a Odiseo (Circe Offering the Cup to Odysseus) de 1891. Waterhouse más tarde retomaría al tema de Circe por tercera vez con La hechicera (The Sorceress) de 1911.
Esta representación mitológica se basa en la historia de Ovidio en Las metamorfosis, donde Circe convierte a Escila, su rival, en un monstruo marino horrible, únicamente porque Glauco despreció los avances románticos de la hechicera con la esperanza de alcanzar el amor de Escila.

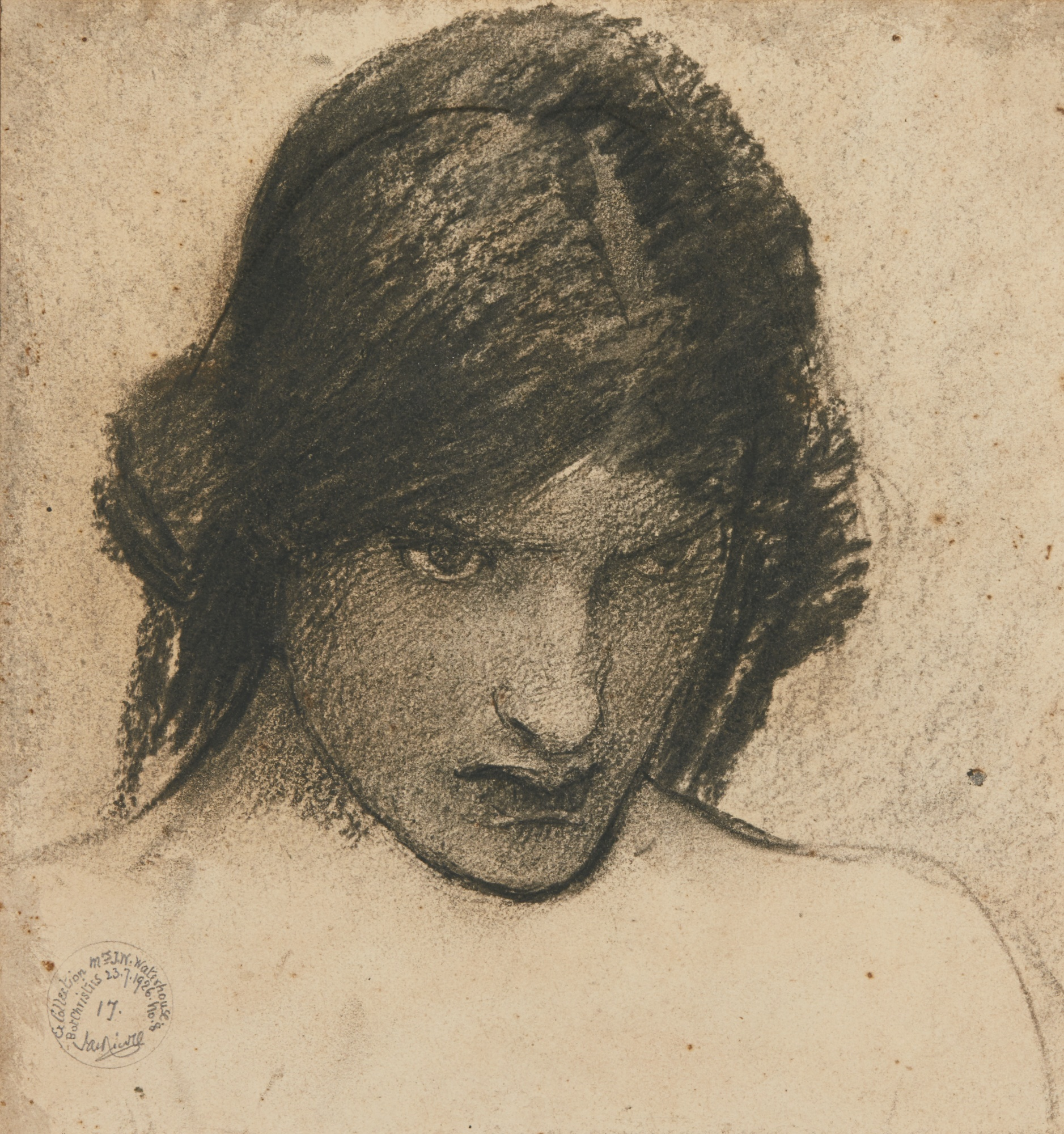
Estudio a carboncillo y lápiz del rostro de Circe Invidiosa.

Circe Invidiosa es parte de la colección de la Galería de Arte de Australia del Sur (Art Gallery of South Australia) en Adelaida, que también es propietaria de Los favoritos del emperador Honorio (The Favourites of the Emperor Honorius) de 1883, también de Waterhouse.

## Descripción
El mito de Circe, Glauco y Escila se origina en el Libro XIV de Las metamorfosis. La escena específica en la que Waterhouse basa esta pintura se produce en las líneas 52-65 del poema épico:
"Pequeño había un abismo, ensenado en curvos arcos, grato descanso de Escila, adonde ella se retiraba del hervor del mar y del cielo, cuando muchísimo en mitad de su orbe el sol era y mínimas desde su vértice hiciera las sombras. Éste la diosa previamente lo malogra, y con venenos hacedores de portentos lo inquina. Aquí, exprimidos líquidos de una raíz dañosa asperja, y, oscuro, del rodeo de sus palabras nuevas, en tres novenas la canción largamente murmura con su mágica boca. Escila llegó y hasta el vientre en su mitad había descendido, cuando desfigurarse sus ingles merced a monstruos que ladraban contempló y, al principio, creyendo que no aquellas de su cuerpo eran partes, rehúye y espanta y teme las bocas protervas de los perros, pero a los que huye consigo arrastra a una, y el cuerpo buscando de sus muslos, y piernas, y pies, cerbéreos belfos en vez de las partes aquellas encuentra."
La versión del mito de Waterhouse muestra de manera similar a Circe flotando sobre el agua en la cala, vertiendo la pócima de veneno verde brillante en el agua. Bajo sus pies, las 'formas de ladridos' de Escila ya se arremolinan en las burbujeantes profundidades del agua, la transformación está en marcha. No hay énfasis ni en la forma humana de Escila ni en su forma monstruosa. Más bien, es el poder de la oscura mirada de Circe y los celos que se vislumbran los que gobiernan esta escena, mientras que los colores vivos y profundos, verdes y azules, giran alrededor de su figura.

## Análisis
Si bien esta pintura está inspirada como un homenaje a Ovidio, Waterhouse hace girar lo clásico de manera imaginativa y poética. Anthony Hobson describe la pintura como investida por un aura amenazador, que tiene mucho que ver con el poderoso esquema de colores profundos verdes y azules que Waterhouse maneja con soltura. Esos colores parecen vidrieras o joyas para Gleeson White. Judith Yarnall también se hace eco del sentimiento sobre los colores y menciona una 'integridad de línea' en la pintura. Dice que, tomados en pareja, las dos primeras "Circes" de Waterhouse plantean la pregunta de si es una diosa o una mujer.
Circe Invidiosa ejemplifica la experimentación de Waterhouse con el arquetipo de mujer fatal, que impregnaba una inmensa cantidad de arte de finales del siglo XIX. Sin embargo, Chris Woods argumenta que las representaciones de Circe de Waterhouse no son del todo malvadas, destructivas o monstruosas, como podría verse en las pinturas de Gustave Moreau u otros simbolistas europeos. En esta pintura, Circe se convierte en una figura trágica: 'no puede evitar lo que [está] haciendo, y más bien lo lamenta'.